# Sleeper hit
Se denomina sleeper hit (traducido literalmente al español como éxito durmiente) a un título, ya puede ser una canción o una película, que en la fecha de su estreno no tuvo buen desempeño, pero que, posteriormente, alcanza progresivamente un gran éxito sin apenas o muy poca promoción.[cita requerida]

## En la industria cinematográfica
Algunas producciones suelen ir acompañadas de pases previos que se realizan con el objetivo directo de convertir una película que resultará poco promocionada en un éxito. Películas, como por ejemplo, Sleepless in Seattle (1993), alcanzaron un gran éxito sin apenas promoción. La película en cuestión se promocionó un par de semanas antes de su estreno en cines suburbiales para parejas entre 20 y 30 años. Estas parejas hablaron en sus respectivos trabajos sobre la película fomentando así el boca a boca.

## En la industria musical
En la industria musical también existe en mismo fenómeno. El sencillo «What I Like About You» de los estadounidenses The Romantics se convirtió en un sleeper hit durante la década de los 80. Canciones como «Be My Lover» (1995) de La Bouche,[cita requerida] «Poker Face» (2008) de Lady Gaga,[cita requerida] «Happy» (2013) de Pharrell Williams,[cita requerida] «I Took a Pill in Ibiza» (2015) de Mike Posner,[cita requerida] y «Truth Hurts (canción)» (2019) de Lizzo,[cita requerida] también son ejemplos de éxitos durmientes.

### TikTok
La pandemia de COVID-19 desempeñó un papel importante en el redescubrimiento por parte del público de los medios publicados anteriormente, incluida la música. Canciones como «Arcade» de Duncan Laurence (lanzada en marzo de 2019), «Astronaut in the Ocean» de Masked Wolf (lanzada en junio de 2019), Beggin' (original de The Four Seasons) de Måneskin (lanzada en diciembre de 2017), «Heat Waves» de Glass Animals (lanzado en junio de 2020), «Infinity» de Jaymes Young (lanzado en junio de 2017), «Title» de Meghan Trainor (lanzado en 2014), «Bubblegum Bitch» de Marina (lanzado en 2012), Runaway de Aurora (lanzado en 2015) y Cheating on You de Charlie Puth (lanzado en octubre de 2019) se convirtieron en éxitos inesperados, principalmente a través de TikTok y otras plataformas de redes sociales, logrando popularidad y, posteriormente, éxito en las listas de éxitos en todo el mundo en 2021 y 2022.